# 佐野精一郎
佐野　精一郎（さの　せいいちろう、1952年11月20日- ）は、日本の実業家。三洋電機（現パナソニック）元代表取締役社長。

## 来歴
1977年に関西学院大学法学部卒業後、三洋電機入社。人事部担当部長、総務人事部長などを経て2005年執行役員、2007年代表取締役社長、2011年パナソニック専務役員。。